# Vi har det jo dejligt
Vi har det jo dejligt er en dansk film fra 1963, instrueret af Gabriel Axel og skrevet af Bob Ramsing efter Finn Søeborgs roman.

## Medvirkende
| Skuespiller           | Rolle                      |
| Dirch Passer          | Thorvald Madsen            |
| Ebbe Langberg         | Henrik Gustafsen           |
| Lone Hertz            | Eva Thorsen                |
| Karl Stegger          | Fabrikant Thorsen          |
| Ove Sprogøe           | Opfinderen                 |
| Bodil Udsen           | Opfinderens kone           |
| Judy Gringer          | Madame Decoltas            |
| Jørgen Ryg            | Tryllekunstner Dinga Mingh |
| Karen Lykkehus        | Fru Jensen                 |
| Hans W. Petersen      | Hr. Martinsen              |
| Ebba Amfeldt          | Fru Martinsen              |
| Svend Bille           | Brink                      |
| Arthur Jensen         | Købmand Iversen            |
| Bjørn Puggaard-Müller | Postbud Jensen             |
| Alex Suhr             | Formand                    |
| Jørgen Beck           | Læge                       |
| Valsø Holm            | Hotelportier               |
| Jørgen Bidstrup       | Hotelportier               |